# Gloydius halys
La vipera siberiana o vipera di Pallas (Gloydius halys (Pallas, 1776)) è un serpente velenoso appartenente alla famiglia dei Viperidi.

## Descrizione
È un serpente di medie dimensioni: la lunghezza del corpo raggiunge i 690 mm, la lunghezza della coda è di 110 mm. La testa è larga e ben distinguibile dal corpo, ed è ricoperta superiormente da grandi scudi che formano una sorta di placca. Tra le narici e l'occhio è presente una fossetta termosensibile; la pupilla è verticale. Attorno al centro del corpo ci sono 23 file di scaglie. Sono presenti 155-187 scudi ventrali e 33-50 paia di scudi subcaudali.

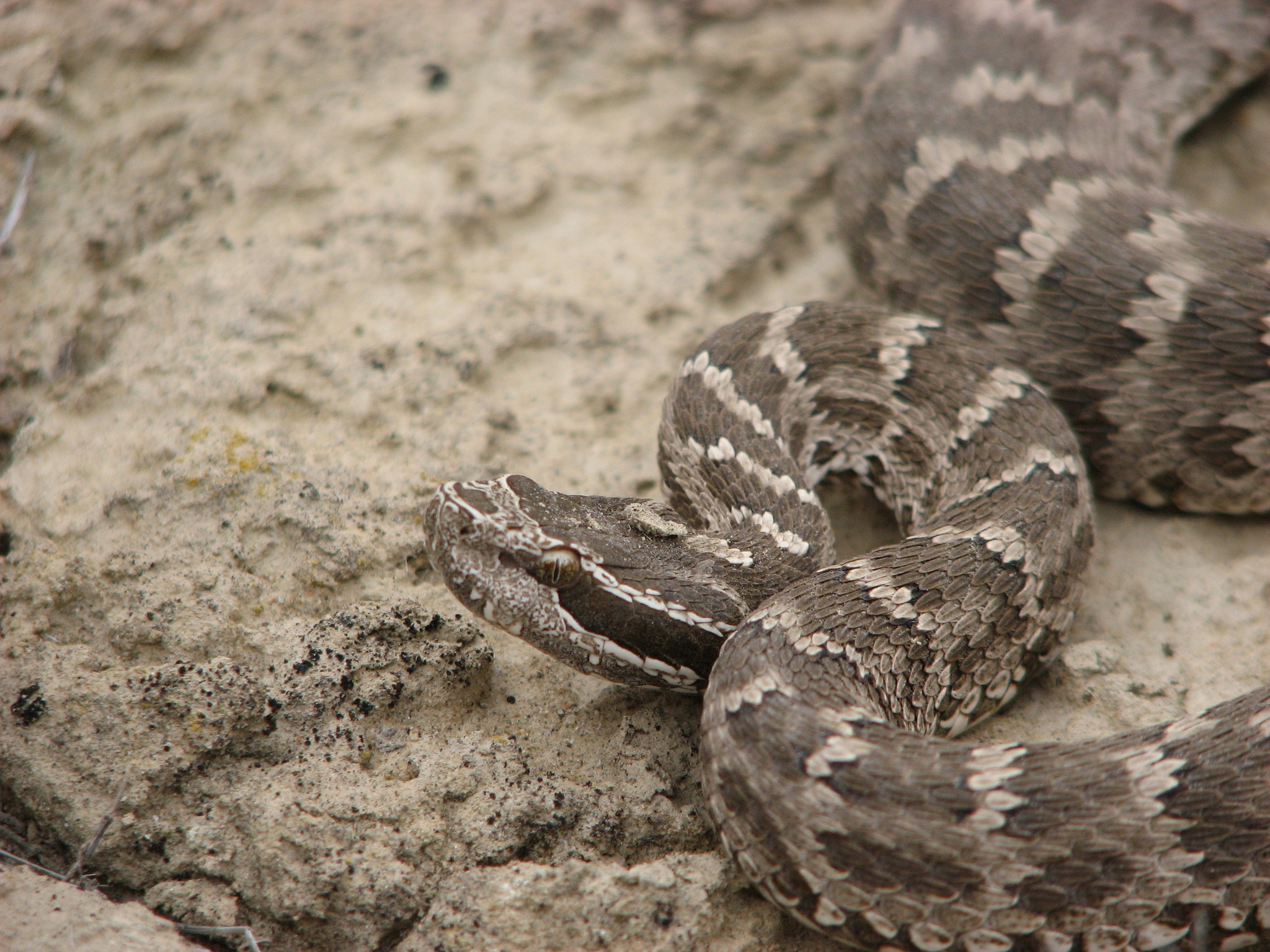
Vipera siberiana.

La parte superiore del corpo è di colore marrone o grigio-marrone, con macchie trasversali marrone scuro, il cui numero varia da 29 a 50. Lungo i lati del corpo c'è una fila longitudinale di macchie scure più piccole. Sulla testa c'è un motivo maculato ben definito e sui lati una striscia postorbitale scura. Il ventre va dal grigio chiaro al marrone, con piccole macchioline sia chiare che scure. Esistono anche individui monocolore rosso mattone o quasi neri.

## Distribuzione e habitat

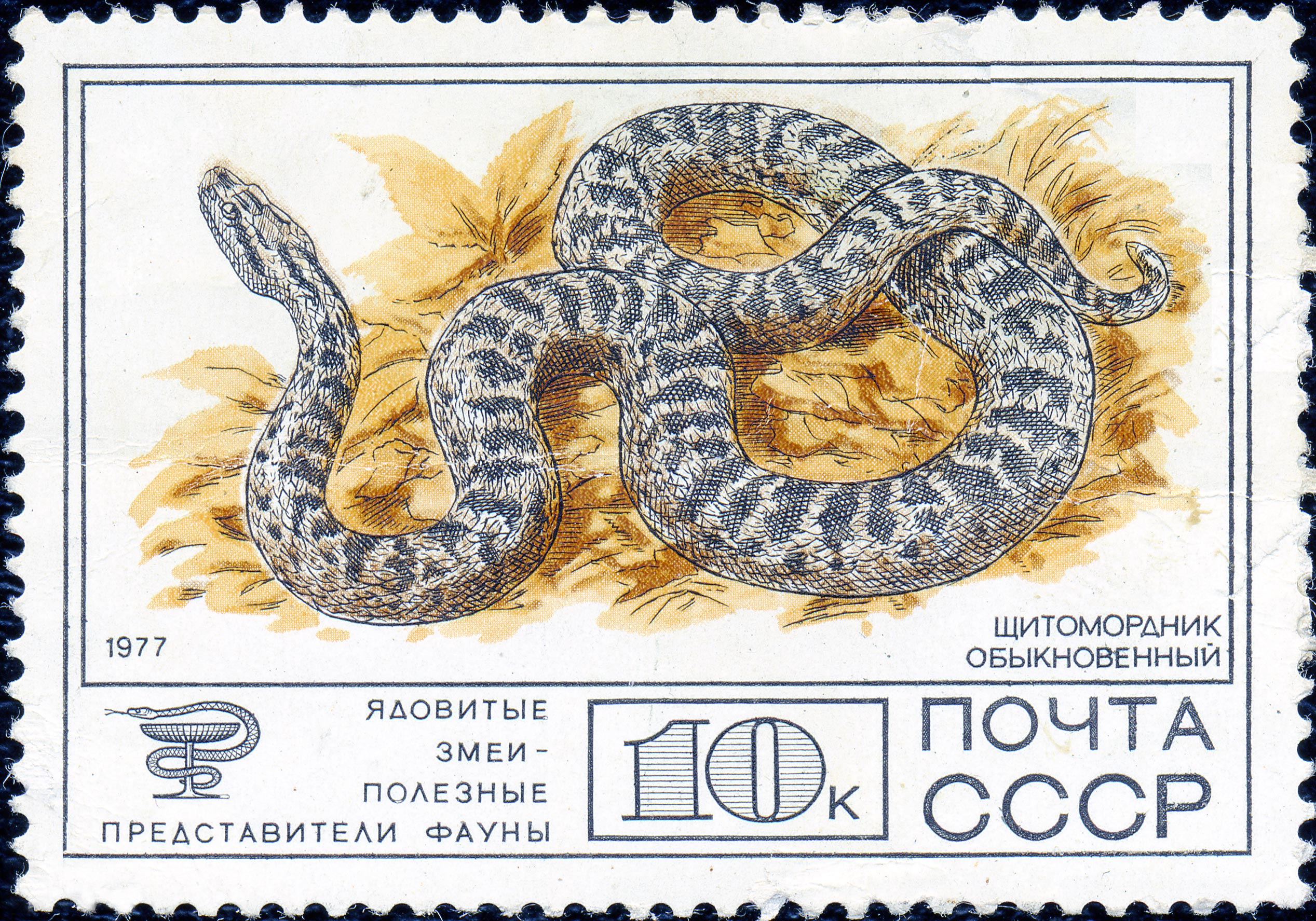
Francobollo sovietico del 1977.

È diffusa dal Kazakistan orientale, attraverso la Siberia meridionale, fino alla Mongolia.
Le mappe di distribuzione meno recenti indicano un areale molto più ampio, che comprende l'intero territorio dalla costa nord-orientale del Mar Caspio fino al corso superiore del Fiume Giallo e alla Mongolia Interna ad est, con un confine meridionale tracciato da una linea che passa lungo la sponda meridionale dell'Issyk-Kul', il corso superiore del Syr Darya, l'Afghanistan nord-occidentale, il Kopet Dag e l'Azerbaigian sud-orientale. Questo perché, grazie alle moderne tecniche di indagine genetica, quelle che in passato venivano considerate sottospecie di vipera siberiana sono state elevate al rango di specie separate.

## Biologia
Nel suo vasto areale la vipera siberiana è presente in un'ampia varietà di biotopi: nelle steppe di pianura e di montagna, nei semideserti e nelle zone ricoperte da sabbie fisse, nelle quali penetra spostandosi attraverso le colonie dei roditori. Si incontra anche sui ghiaioni delle foreste di montagna, lungo le rive di fiumi e laghi e nei prati subalpini. In montagna si spinge fino a 3000 m sul livello del mare. Negli ultimi tempi si incontra sempre più spesso alla periferia di piccole città e villaggi, dove è attratta dagli scantinati delle case di cemento e dalle consistenti popolazioni di topi e piccioni. Spesso si trova nelle discariche cittadine.
La densità di popolazione della vipera siberiana è generalmente bassa e raggiunge il massimo in primavera e all'inizio dell'estate. In alcune località settentrionali della Bajkalia può essere numerosa. In primavera e in autunno questo serpente è attivo durante il giorno, mentre in estate passa ad uno stile di vita crepuscolare e notturno. L'uscita dallo svernamento avviene dall'inizio di marzo alla fine di maggio, a seconda della latitudine dell'areale. L'accoppiamento ha luogo tra aprile e maggio, di solito 1,5-2 settimane dopo aver lasciato i luoghi di svernamento, e prosegue per quasi tutto il periodo di attività. In piena estate le vipere iniziano a migrare verso gli habitat estivi: sulle rocce, ai piedi dei pendii e nei burroni. Trovano rifugio all'interno delle tane dei roditori e nelle fessure di ghiaioni e falesie argillose. Entrano in ibernazione nella prima decade di ottobre. Tra agosto e inizio ottobre la femmina dà alla luce da 3 a 14 piccoli della lunghezza di 160-190 mm e del peso di 5-6 g. La dieta della vipera siberiana comprende vari piccoli vertebrati, principalmente roditori, oltre a toporagni, piccoli uccelli e lucertole. Occasionalmente mangia uova di uccelli e piccoli serpenti. I giovani si nutrono anche di invertebrati. Spesso l'intera esistenza di una popolazione è collegata a colonie di arvicole del genere Microtus (ad esempio nelle steppe del Kazakistan occidentale, nell'Altaj mongolo e sui Khangai) e i serpenti non abbandonano mai queste colonie, dove trovano tutto ciò di cui hanno bisogno. Nella Mongolia sud-occidentale, sui terreni sabbiosi fissati dai cespugli di nitraria, le vipere siberiane predano le eremie del Gobi, che negli stessi cespugli danno la caccia agli insetti o mangiano le bacche di nitraria durante il periodo di maturazione. Il territorio di caccia della vipera siberiana ha un diametro di 100-160 metri. In alcune parti dell'areale, a causa dell'attività umana, le popolazioni di vipera siberiana sono soggette a una forte pressione antropica. Nell'area del bacino idrico della Zeja, dove vivono molte micropopolazioni sparse in diversi punti della riva, le condizioni ambientali sono cambiate e sono stati riscontrati cambiamenti genetici caratteristici delle popolazioni isolate.

## Veleno
Per l'uomo il morso della vipera siberiana è molto doloroso. Nel punto dove il veleno è stato iniettato e negli organi interni si verificano gravi emorragie. Tutto questo può causare grave sofferenza, ma di solito dopo 5-7 giorni si verifica un completo recupero. Tuttavia, il morso della vipera può essere fatale per i bambini piccoli.
Per i cavalli e altri animali domestici il morso della vipera siberiana è solitamente fatale.